# Jorge Antonio Aldrete
Jorge Antonio Aldrete (* 28. Februar 1937 in Mexiko-Stadt; † 12. Januar 2025 in Florida) war ein mexikanischer Anästhesist, der den Postanesthetic Recovery Score (PAR-Score) entwickelte, ein Punkteschema für den Aufwachraum.

## Leben und Wirken
Antonio Aldrete wurde am 28. Februar 1937 in Mexiko-Stadt geboren. Zunächst studierte er am University Center of Mexico. 1960 erlangte er seinen M.D. an der Nationalen Autonomen Universität von Mexiko. Anschließend absolvierte er ein Praxisjahr und eine zweijährige Assistenzzeit in der Chirurgie in Denver und Charleston. Danach spezialisierte er sich auf die Anästhesie. 1963 begann er eine entsprechende Ausbildung an der Case Western Reserve University School of Medicine in Cleveland. Zwei Jahre später zog er nach Denver, da ihm an der University of Colorado School of Medicine ein Stipendium angeboten worden war. In Denver wurde Aldrete Teil des Teams von Thomas E. Starzl, das erstmals Lebertransplantationen durchführte. Er fertigte als erster Anästhesist ein Protokoll über eine solche Operation an und begleitete die ersten 180 Lebertransplantationen an menschlichen Patienten.
1967 erhielt Aldrete die Board Certification in Anästhesie und schloss das Studium an der University of Colorado mit dem Master ab. Dort wurde er anschließend Assistant Professor, ab 1969 dann Associate Professor. Er war zudem Chefanästhesist am Denver’s Veterans Affairs Hospital. Basierend auf seinen Erfahrungen bei dieser Tätigkeit begann er ein Punkteschema zu entwickeln, mit dem man den Zustand von Patienten nach einer Narkose beurteilen konnte. 1970 veröffentlichte Aldrete zusammen mit Diana Kroulik in dem Artikel A Postanesthetic Recovery Score in Anaesthesia and Analgesia seine Forschungsergebnisse.
Im Mai 1970 zog Aldrete nach Miami, wo er Associate Professor an der University of Miami School of Medicine und medizinischer Leiter der chirurgischen Intensivstation am Jackson Memorial Hospital wurde. Von 1971 bis 1975 arbeitete er an der University of Louisville School of Medicine in Kentucky und als Chef der Anästhesie am Louisville General Hospital. Anschließend kehrte er als Vorsitzender des Fachbereichs für Anästhesie an die University of Colorado School of Medicine zurück und arbeitete erneut mit dem Transplantationsteam zusammen, bis dieses 1980 nach Pittsburgh umzog.
Nach einem Sabbatical in Schweden kehrte Aldrete in die Vereinigten Staaten zurück und übernahm eine Professur an der University of Alabama at Birmingham. Dort forschte er über Hämodilution in der Anästhesie, veröffentlichte zu dem Thema ein Buch und verschiedene Artikel in medizinischen Zeitschriften und organisierte 1982 in Guadalajara einen internationalen Hämodilution-Kongress. Ein anderes Forschungsgebiet von Aldrete war die emotionale Reaktion von Patienten auf eine Operation und die Anästhesie. 1980 veröffentlichte er darüber mit Frank Guerra das Buch The Hidden Dimension: Emotional Responses and Psychological Responses to Anesthesia and Surgery.
Nach den Erdbeben 1985 in Mexiko und 1986 in San Salvador leitete Aldrete medizinische Teams, die das Rote Kreuz bei seiner Arbeit unterstützten. In Anschluss an Sabbaticals an Universitäten in den Niederlanden und Argentinien wurde Aldrete 1986 Abteilungsleiter der Anästhesie am Cook County Hospital in Chicago. Zwei Jahre danach entwickelte er zusammen mit Alberto Torrieri die erste einteilige Nadel für die Kombinierte Spinal- und Epiduralanästhesie. 1989 eröffnete er eine Privatklinik für Schmerzmanagement in Florida. Nach zehnjähriger Behandlung von Patienten mit Arachnoiditis, einer mit starken Schmerzen verbundenen Entzündung der Arachnoidea, gründete Aldrete 1999 die gemeinnützige Organisation Arachnoiditis Foundation, Inc.

## Postanesthetic Recovery Score
Das von Aldrete entwickelte Punkteschema dient zur Beurteilung, ob ein Patient den Aufwachraum verlassen darf. Es wurde 1981 von der Joint Commission on Accreditation of Healthcare Organizations als Anforderung an Gesundheitsunternehmen übernommen und wird in US-amerikanischen Kliniken, aber auch in zahlreichen anderen Ländern, standardmäßig eingesetzt.
Der PAR-Score umfasst fünf Komponenten:
1. Aktivität: Bewegt 0, 2 oder 4 Extremitäten.
2. Atmung: Kann tief atmen und frei abhusten; Dyspnoe oder eingeschränkte Atmung bzw. Apnoe.
3. Kreislauf: Blutdruck ±20 %; 20–50 % oder mehr vom präoperativen Level.
4. Bewusstsein: Vollständig erwacht; erweckbar auf Anruf oder nicht ansprechbar.
5. Farbe: Rosa; blass, dunkel, fleckig, gelblich, andersfarbig oder zyanotisch; später ersetzt durch: Pulsoximetrie: > 92 % bei Raumluft; > 90 % mit Sauerstoff bzw. darunter trotz Sauerstoff[5]

Für die Merkmale werden jeweils 0 Punkte, 1 Punkt oder 2 Punkte vergeben; die maximal erreichbare Punktzahl ist 10.
Der Patient benötigt einen Score von mindestens 9 Punkten, um aus dem Aufwachraum entlassen zu werden.

## Publikationen (Auswahl)
- mit D. Kroulik: A postanesthetic recovery score. In: Anesth Analg. Band 49, 1970, S. 924–934.
- mit Beverley A. Britt: The Second International Symposium on Malignant Hyperthermia. Grune & Stratton, New York 1978, ISBN 978-0-8089-1073-2.
- mit Harry J. Lowe, Robert Wallace Virtue: Low flow and closed system anesthesia. Grune & Stratton, New York 1979, ISBN 978-0-8089-1176-0.
- mit Frank Guerra: Emotional and psychological responses to anesthesia and surgery. Grune & Stratton, New York 1980, ISBN 978-0-8089-1195-1.
- mit Theodore H. Stanley: Trends in intravenous anesthesia. Symposia Specialists, Miami 1980, ISBN 978-0-8151-0106-2.
- Arachnoiditis: the silent epidemic. Futuremed Publishers, Denver 2000, ISBN 978-968-7860-56-5.